# Finger Poppin'
| Recensione | Giudizio |
| ---------- | -------- |
| AllMusic   |          |

Finger Poppin' (titolo completo: Finger Poppin' with the Horace Silver Quintet) è un album del quintetto di Horace Silver, pubblicato dalla Blue Note Records nell'aprile del 1959.

## Tracce

### LP
Brani composti da Horace Silver
Lato A
1. Finger Poppin' – 4:45
2. Juicy Lucy – 5:44
3. Swingin' the Samba – 5:15
4. Sweet Stuff – 5:29

Lato B
1. Cookin' at the Continental – 4:51
2. Come on Home – 5:28
3. You Happened My Way – 5:26
4. Mellow D – 5:35

## Musicisti
- Horace Silver - pianoforte
- Blue Mitchell - tromba (eccetto nei brani: Sweet Stuff e You Happened My Way)
- Junior Cook - sassofono tenore (eccetto nei brani: Sweet Stuff e You Happened My Way)
- Eugene Taylor - contrabbasso
- Louis Hayes - batteria[4]

Note aggiuntive
- Alfred Lion - produttore
- Registrato il 31 gennaio 1959 al Van Gelder Studio di Hackensack, New Jersey (Stati Uniti)
- Rudy Van Gelder - ingegnere delle registrazioni
- Francis Wolff - fotografie
- Reid Miles - design copertina album
- Leonard Feather - note retrocopertina album originale[5][6]